# 克莱德山 (华盛顿州)
克莱德山（英語：Clyde Hill）是美国华盛顿州金县下属的一座城市。根据 2000年美国人口普查，该市有人口2,890人。根据2010年美国人口普查，该市有人口2,984人。而2011年估计该市有3,047人。